# Ядливо птиче гнездо
Ядливо птиче гнездо е птиче гнездо на няколко вида птици от триба Collocaliini, използващи втвърдена слюнка, което се използва за консумация от хора. Това гнездо е особено ценено в китайската култура, поради рядкостта му и, по общо мнение, висока хранителна стойност и изискан вкус. Ядливите птичи гнезда са сред най-скъпите животински продукти, които се ядат от хората, като цената на гнездата може да достига до 2000 долара на килограм, в зависимост от сорта. Сортът на гнездото зависи както от вида на птицата, така и диетата ѝ. Различават се на цвят от бял до тъмно кафяв. Китайците вярват, че спомагат за доброто здраве, особено за кожата. Гнездата се използват в китайската кухня повече от 400 години, най-често под формата на супа.

## Кулинарна употреба
Най-известната употреба на ядливите птичи гнезда е в супи, които се считат за деликатес в китайската кухня. Когато се разтворят във вода, птичите гнезда придобиват желеобразна консистенция. На китайски супата се нарича ян уо (燕窝). Според наръчника по гастрономия на династията Цин, птичето гнездо е деликатна съставка, която не трябва да бъде подправяна или приготвяна с нещо със силен вкус или мазнина. Въпреки че е много скъпо, ястието трябва да се сервира в относително големи количества, тъй като иначе вкусът му не може да бъде напълно усетен.
Освен употребата им в супи, ядливите птичи гнезда могат да бъдат използвани и като съставка в много други ястия. Могат да бъдат сготвяни с ориз на каша или могат да бъдат добавяни към яйчен тарт и други десерти. Желето от птиче гнездо може да бъде направено, като се постави в керамичен съд с минимално вода и захар (или сол) и двойно задушено. Такова желе, готово за консумация, е налично като продукт на пазара.

## Добиване
Най-добиваните гнезда са тези на птиците Aerodramus fuciphagus и Aerodramus maximus. Белите и червените гнезда са вероятно богати на хранителни вещества, за които традиционно се вярва, че допринасят за здравето.
Повечето гнезда се строят по време на размножителния период от мъжката птица за около 35 дни. Те заемат формата на плитка купичка, захваната за стената на пещера. Гнездата са съставени от преплетени нишки циментираната слюнка. Тя има високи нива на калций, желязо, калий и магнезий.
Хонконг и САЩ са най-големите вносители на тези гнезда. В Хонконг една купа със супа от птиче гнездо може да струва от 30 до 100 долара. Килограм бели гнезда могат да струват до $2000, а килограм червени гнезда – до $10 000. Естествените червени гнезда се срещат само в пещери от пясъчник на остров в Тайланд. Високата цена и търсене водят до фалшификация и спирането на малайзийския внос на гнезда към Китай.
Днес се строят специални домове за гнездене, обикновено от стоманобетон, с цел отговаряне на голямото търсене. Те обикновено се строят в градски условия близо до морето, тъй като птиците са склонни да се стичат към такива места. Тази необичайна промишленост е основно развивана в индонезийската провинция Северна Суматра, където се произвеждат около 70% от птичите гнезда в света. Глобалната промишленост е оценена на около 5 милиарда щатски долара.
- Изсушено гнездо, готово за готвене
- Кутия с птичи гнезда, продавана за $888,99
- Остров в южната част на Тайланд, където се събират птичи гнезда
- Типичен дом за гнездене в Тайланд
- Естествени птичи гнезда на тайландски остров, наречен Остров на птичите гнезда